# Campaña de Serbia (1915)
La campaña de Serbia de 1915 consistió en la invasión de Serbia por los ejércitos de las Potencias Centrales, llevada a cabo bajo el mando del general alemán August von Mackensen, en el marco de la Primera Guerra Mundial.

## Situación del frente en 1915
En 1915, Serbia, que se hallaba en el centro de todas las intrigas al inicio de la Primera Guerra Mundial, seguía controlando todo su territorio nacional, habiendo logrado hasta entonces resistir todos los intentos de invasión de los ejércitos austriacos. Las ofensivas del Ejército austrohúngaro de agosto y noviembre de 1914 habían supuesto humillantes fracasos para el imperio, que no había conseguido someter a la llamada «víbora serbia». El aplastamiento de Serbia pasó a ser entonces para los Imperios centrales no solo un imperativo de tipo moral, sino también un objetivo estratégico de primera magnitud. Efectivamente, alemanes y austriacos, privados de contigüidad territorial con su precioso aliado otomano, tenían problemas para enviarle material militar debido a su aislamiento, armamento por entonces necesario para afrontar la acometida de los Aliados en una zona demasiado cercana al vital centro del país, el desembarco en los Dardanelos. Como beneficio añadido para las Potencias Centrales, la invasión de Serbia debía permitir a los austro-alemanes atraer a Bulgaria a sus propias filas. El jefe del alto mando alemán, Erich von Falkenhayn, pospuso, empero, la prevista nueva invasión de Serbia hasta haber disipado la amenaza rusa sobre Austria-Hungría, objetivo que se alcanzó a finales del verano de 1915 merced a la Ofensiva de Gorlice-Tarnów y el avance en Polonia.
A finales de 1914 y principios de 1915, la victoria final no parecía al alcance ni del Ejército serbio ni del austrohúngaro.. Tras la victoria serbia en Kolubara, obtenida en diciembre de 1914, el frente se había estancado a lo largo de la frontera. En 1915, Serbia resistía, aunque se encontraba exhausta, agotada por una sucesión de guerras que ya duraban varios años. Estaba aislada, y su posible aliado, Grecia, daba la callada por respuesta ante las peticiones de ayuda serbias. Esta situación poco favorable fue la que forzó a Serbia, a pesar de sus victorias, a emplear una estrategia de defensa pasiva. Una gravísima epidemia de tifus que se desató tras las victorias de 1914 se cobró la vida de 150.000 personas, pese a la ayuda médica aliada. La enfermedad tardó varios meses en controlarse y no lo fue hasta junio de 1915.

## Actitud búlgara e intereses austro-alemanes

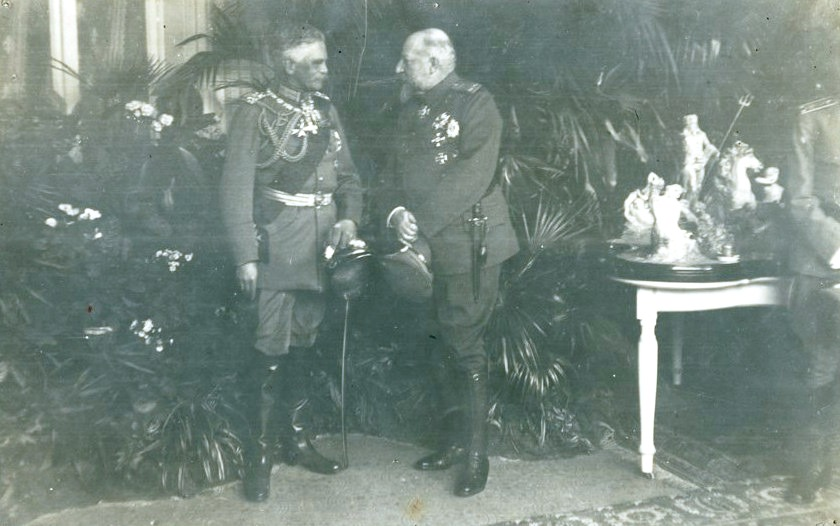
El general alemán August von Mackensen (izquierda) junto al zar búlgaro Fernando. Von Mackensen dirigió la campaña contra Serbia que permitió la ocupación del país. Los búlgaros insistieron en que la dirección de la operación recayese en un oficial alemán.

Bulgaria se encontraba en una difícil situación en 1915, ante la posibilidad de que dos de sus rivales en la región, Rumanía y Grecia, se decantasen por los Aliados y el desembarco de estos en Galípoli precipitase su entrada en la contienda. Grecia ya había dejado clara en el verano de 1914 su intención de auxiliar militarmente a Serbia si la atacaba Bulgaria, según la alianza entre Belgrado y Atenas. Sofía temía además la reacción de Bucarest y de Constantinopla. Para calmar estos temores, alemanes y austrohúngaros habían mediado entre búlgaros y otomanos y habían conseguido que los dos firmasen una alianza el 19 de agosto de 1914. Rumanía prometió, de palabra pero no por escrito para evitar problemas con Rusia, no intervenir si Bulgaria acometía a Serbia, pero esto no bastó a los búlgaros.
El convencimiento de que, tras las graves derrotas del verano, Rusia estaba al borde de la rendición y de que esto conllevaría la debacle de Serbia, parte de cuyos territorios ambicionaba, hicieron que finalmente Bulgaria descartase unirse a los Aliados y se coligase con Alemania. El fracaso de la operación aliada en Galípoli también inclinó a Bulgaria hacia los Imperios Centrales, que parecían los probables vencedores de la guerra. Estos podían prometer al país mayores territorios de los que ofrecían los Aliados. Serbia no estaba dispuesta a desprenderse de Macedonia, que Bulgaria deseaba pero que le permitía a aquella tener una comunicación con el Egeo, y menos tras no poder obtener los territorios eslavos de la costa dálmata, prometidos a Italia en el  Tratado de Londres. En todo caso, la conquista de Serbia y la liga con Alemania haría de Bulgaria la potencia suprema en los Balcanes.
Por su parte, Alemania deseaba abrir cuanto antes las comunicaciones terrestres con el Imperio otomano —interrumpidas desde el principio de la guerra—, que se hallaba malparado tras haber repelido a duras penas una ofensiva británica. La necesidad de sostener a los otomanos, operación que solo se podía realizar por tierra, hacía que la eliminación de Serbia cobrase urgencia. El sometimiento de Serbia, previsto en principio para la primavera de 1915, tuvo que retrasarse por la entrada en guerra de Italia, que retardó los planes de los Imperios Centrales. La subyugación de Serbia debía servir también a los alemanes para emplearla como moneda de cambio: estaban dispuestos a entregarla a Austria-Hungría si esta renunciaba a sus ambiciones en Polonia, región de la que Alemania deseaba disponer a su antojo. Para los imperios, la alianza con Bulgaria facilitaría la derrota de Serbia y garantizaría las comunicaciones con los otomanos. La participación búlgara en la nueva campaña era fundamental para asegurar su éxito.
El 22 de julio y por mediación alemana, los otomanos cedieron a Bulgaria una parte de Tracia; en agosto, Berlín le concedió al zar Fernando un crédito de 200.000.000 de francos. Para asegurar la alianza búlgara, los imperios centroeuropeos tuvieron que mediar con los otomanos y además prometer amplísimos territorios; los mandos militares presionaron a los políticos para lograrlo. Las promesas territoriales de la Entente resultaron insuficientes para Bulgaria, y menores que las de sus enemigos.
El 3 de septiembre los búlgaros firmaron una convención con los otomanos. El 6 de septiembre de 1915, Bulgaria firmó un tratado secreto de alianza con las Potencias Centrales, que a cambio prometieron a Fernando I de Bulgaria devolverle la Macedonia de la que le había despojado en 1913 el Tratado de Bucarest; también se prometió a los búlgaros una buena parte de la Serbia tradicional, hasta el Gran Morava. Bulgaria deseaba apoderarse de esta y de parte de Tracia. Si Rumanía entraba en guerra junto a los Aliados, Bulgaria recuperaría la Dobruya y si lo hacía Grecia, obtendría la región de Kavala. Para los Imperios Centrales, la liga con Bulgaria y la previsible derrota final de Serbia conllevaban tres ventajas principales: el aumento de sus fuerzas con las de los ejércitos búlgaros, la apertura de comunicación ferroviaria con el Imperio otomano y el establecimiento de una barrera frente a Rumanía y Grecia. El pacto entre los imperios y Bulgaria disponía, por insistencia de esta, que la nueva acometida contra Serbia empezaría con un ataque austro-alemán, seguido cinco días más tarde por el ataque búlgaro. También por imposición búlgara, el mando de las tropas centroeuropeas recaería en un oficial alemán y no austrohúngaro. Alemanes y austriacos se comprometieron además a aportar seis divisiones a las cuatro búlgaras que debían participar en el asalto a Serbia desde el este. La ofensiva contra Serbia debía comenzar en menos de un mes desde la firma del tratado.

## Planes de ataque y defensa

### Plan alemán de invasión y preparativos

Disposición de las unidades enfrentadas en vísperas de la invasión de Serbia en el otoño de 1915.

La estrategia de invasión de Serbia tomó forma, y se confió la dirección de las operaciones al mariscal alemán August von Mackensen, que había combatido anteriormente en el frente ruso. En la primavera de 1915, había mandado tropas austrohúngaras en Galitzia, lo que facilitó que obtuviese el mando de las fuerzas austro-alemanas de la nueva campaña contra Serbia. Para calmar las susceptibilidades austrohúngaras, Von Mackensen servía oficialmente tanto al Estado Mayor alemán como al austrohúngaro, aunque la autoridad real la ostentaba el primero. Los meticulosos preparativos del mando alemán incluyeron la inspección de los puntos donde pensaban cruzar los ríos Sava, Drina y Danubio que marcaban las fronteras serbias. Los intentos de mantener el despliegue militar en secreto fracasaron por la presencia en la zona fronteriza, poblada por gran cantidad de minorías, de espías serbios.
El plan general quedó en manos de los estrategas austrohúngaros. En líneas generales, suponía un asalto desde tres direcciones (norte, este y oeste), que debía dividir en otros tantos grupos las fuerzas serbias. Con los retoques finales, fundamentalmente, el plan era una maniobra de pinza con un brazo en el valle del Morava y otro en el este que debía bien embolsar a los ejércitos serbios o bien empujarlos hacia el oeste, lejos de las fronteras rumana y griega, a través de las cuales podrían recibir socorros. Si no quedaban rodeadas, las fuerzas serbias resultarían empujadas a las inhóspitas montañas albanesas. El objetivo principal, sin embargo, era rodear y aniquilar al ejército serbio, lo que debía facilitar la posterior ocupación del territorio y eliminar la amenaza constante que suponía para Austria-Hungría.
Los alemanes, que habían movilizado a su 11.er Ejército, se concentraron en la orilla izquierda del río Danubio, y su misión era la de atacar desde el norte. Los austriacos, con su 3.er Ejército, tenían la misma misión. Austrohúngaros y alemanes debían iniciar el ataque cruzando los ríos Sava y Danubio. Por su parte, los búlgaros debían atacar la retaguardia serbia poco después del comienzo de la ofensiva austro-germana y acabar así con la resistencia serbia. Su 1.er Ejército, en el noreste, completaría el ataque alemán e intentaría cercar al ejército serbio atacándolo de flanco, avanzando en dirección a la capital provisional serbia, Niš, mientras que su 2.º Ejército, en el sur, tenía como objetivo bloquear una futura intervención Aliada en auxilio de Serbia, a la vez que impedía al ejército serbio retirarse hacia la frontera griega. Este segundo ejército tenía como objetivo Skopie.
En total, los invasores contaban con un efectivo compuesto por 333 000 soldados y abundante artillería pesada para la operación frente a los 200 000 serbios con escasos cañones. Los búlgaros aportaban cuatro divisiones de treinta mil soldados cada una, mientras que los alemanes y austrohúngaros contribuían con doce divisiones de quince mil soldados por unidad. En total, los imperios reunieron en torno a serbia unos seiscientos mil soldados. Entre las unidades reunidas para la operación se contaban unas de cazadores tiroleses, especialistas en combate en terreno montañoso, y una flotilla fluvial que debía colaborar en la invasión con su artillería. Los serbios no parecían capaces de hacer frente al inminente ataque sin auxilio ruso.

### Medidas defensivas
Al conocer el 20 de septiembre la decisión búlgara de entrar en guerra en el bando enemigo, Serbia diseñó un plan de ataque preventivo contra el país vecino. Nueve divisiones acometerían Bulgaria mientras que ciento cincuenta mil soldados, parte de ellos de los aliados de la Entente, protegerían el frente austrohúngaro; pese al respaldo gubernamental al plan de su Estado Mayor, este fracasó por la oposición de la Entente, que creía que aún podía ganarse a Bulgaria. El día 22, Bulgaría ordenó la movilización general.
El despliegue militar necesario para la nueva acometida contra Serbia no pasó desapercibido, pese a los intentos de ocultarlo. Los serbios solicitaron ayuda militar a Grecia, según la liga que unía a los dos países desde mayo de 1913. Grecia, pese a la gran división entre su monarca germanófilo y partidario de la neutralidad y su presidente del Gobierno aliadófilo, se avino a prestar ayuda a esta siempre que los serbios cumpliesen los requisitos del pacto militar y concentrasen ciento cincuenta mil soldados en Macedonia por si Bulgaria atacaba a los griegos. Como Serbia no podía desplegar semejante ejército en el sur, el presidente del Gobierno heleno, Eleftherios Venizelos, sugirió que fuese la Entente la que supliese la falta de soldados serbios. La Entente aceptó la propuesta y el 3 de octubre comenzó a desembarcar tropas en Salónica.
La oposición del monarca griego a la operación, que determinó la dimisión de Venizelos el 5 de octubre, frustró la ayuda aliada a Serbia. Los británicos y franceses habían contado con la colaboración del Ejército heleno, que resultaba esencial para el plan de socorro a los serbios; su ausencia lo desbarató y atizó las diferencias entre franceses —deseosos de continuar con el plan a toda costa— y británicos —partidarios de la evacuación—. Finalmente se acordó mantener el plan, pero reducir el número de unidades que participarían en ella, abocándola al fracaso. En todo caso, el plan defensivo serbio consistía en frenar el mayor tiempo posible la inminente invasión hasta la llegada de refuerzos franco-británicos que permitiesen sostener el frente.

## Invasión de los Imperios Centrales

### Cruce austro-alemán del Danubio

Los cambios del frente serbio durante la Primera Guerra Mundial. En claro los territorios prometidos por los Imperios Centrales a Bulgaria a cambio de su alianza y participación en el ataque a Serbia.

Al principio y por influencia rusa, los serbios habían desplegado la mayoría de sus divisiones —siete de quince— para hacer frente a los búlgaros, a los que tenían por principal amenaza. La acometida alemana se esperaba erróneamente en el noreste, cerca de las Puertas de Hierro, desfiladero en la frontera serbo-rumana cercano a la frontera búlgara donde la anchura del Danubio mengua de los dos kilómetros a los doscientos metros. Los alemanes fomentaron esta percepción con maniobras que parecían corroborar el convencimiento serbio de que el cruce del río se realizaría en esta zona. Pese a que el Danubio y el Sava se hallaban crecidos y suponían barreras difíciles de franquear para los invasores, los alemanes se prepararon para intentarlo en Belgrado, Smederevo, la isla de Temes y la zona entre Ram y Baziaș.

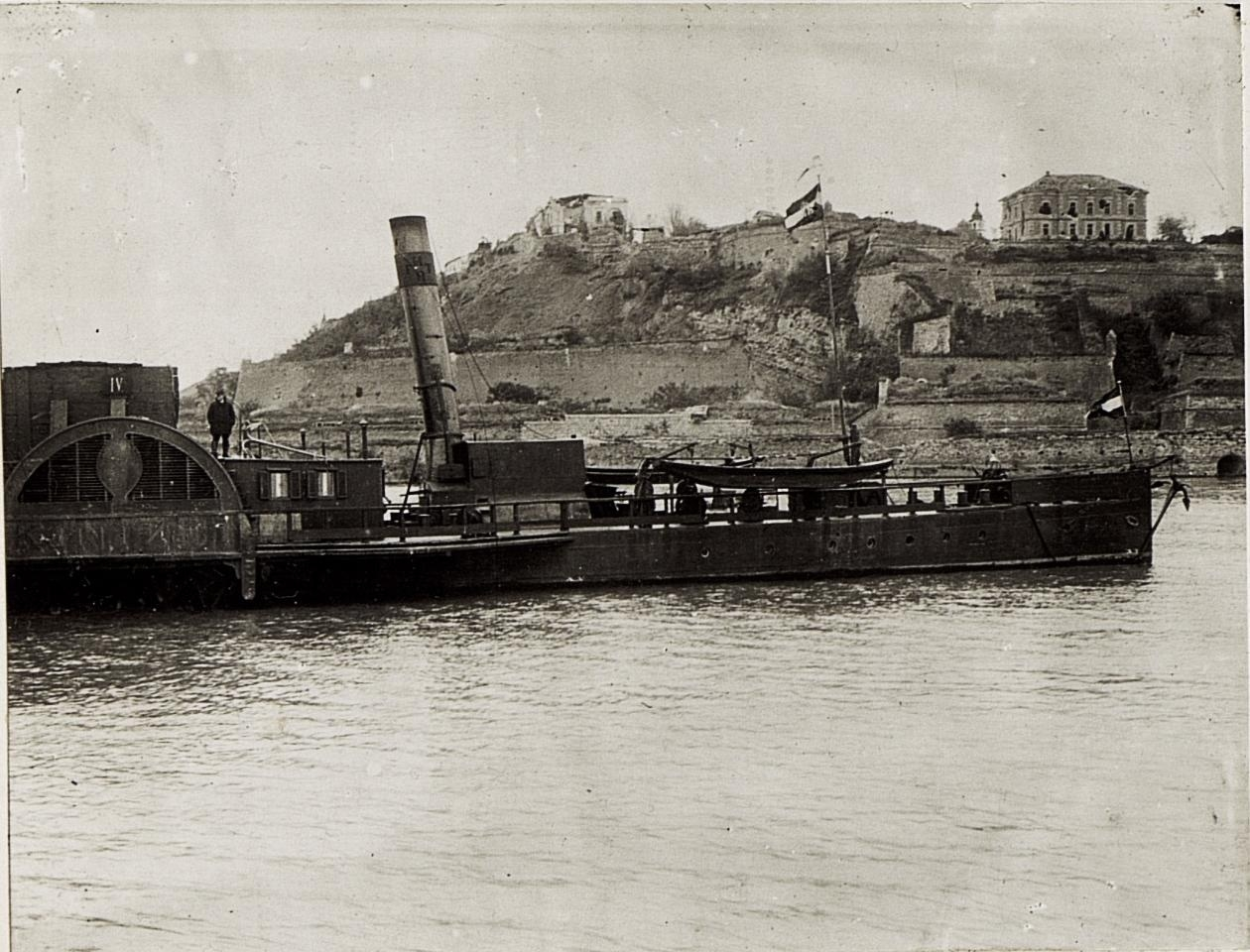
Cañonera serbia anclada frente a la ciudadela de Belgrado, tras la toma de la ciudad.

El 5 de octubre, al tiempo que en Salónica desembarcaban los primeros trece mil soldados aliados, los austro-alemanes comenzaron a bombardear las posiciones serbias como preludio a la invasión, tanto desde tierra como desde el río. La operación de socorro aliado, solicitada por Serbia, había comenzado poco antes, el 29 de septiembre.
El 6 de octubre se desencadenó la ofensiva alemana al norte, con el cruce del Danubio a la altura de Baziaș por parte de algunas unidades del 11.º Ejército. Otras lo hicieron por la isla de Temes el 8 de octubre y las últimas, por Smederevo, lo lograron el día 12, pese a la mayor resistencia serbia en esta última posición. El 3.er Ejército austroalemán tuvo mayores dificultades para cruzar el río porque la defensa serbia de la capital fue más encarnizada que la realizada en otras partes. Tras tres días de enconados combates, los austro-germanos tomaron la capital, Belgrado, el día 9. Las unidades serbias tuvieron que replegarse hacia el valle del Morava, aunque infligieron considerables bajas a los invasores. Los serbios, que esperaban el asalto por la frontera búlgara, tuvieron que mudar la situación de sus fuerzas: dejaron cuatro divisiones frente a los búlgaros y enviaron las otras tres de este sector al norte, mientras que la reserva permanecía en Macedonia. Al no poder detener al enemigo en el Danubio, los serbios se replegaron a lo largo del Morava en dirección al Vardar, según sus planes de defensa.
El 13 de octubre, los serbios se habían establecido en la línea defensiva Obrenovac-Pozarevac y resistieron denodadamente hasta el 16, día en que los austro-alemanes conquistaron esta última ciudad y el monte Ayala, centro de la línea. El día 20 los serbios se replegaron a la línea del río Ralja, donde detuvieron temporalmente el avance enemigo. Este, en su marcha hacia el sur, encontró una tenaz resistencia serbia. La serie de intensas tormentas otoñales que comenzaron el 12 de octubre desbarataron temporalmente líneas de abastecimiento austro-alemanas y frenaron el avance hasta el 23 del mes.

### Intervención búlgara
El día 11 y según el plan trazado, los búlgaros cruzaron la frontera serbia. La primera unidad en actuar fue el Grupo de Negotin, que avanzó hacia el grupo alemán de Orsova para establecer contacto con austrohúngaros y alemanes por el Danubio. El día 5, el Gobierno búlgaro había rechazado la petición del griego de aclarar su actitud en el conflicto, lo que había supuesto un reconocimiento tácito de su decisión de optar por los Imperios Centrales. Este sector del frente había quedado debilitado, incluso tras llegar algunos contingentes aliados desde Salónica para reforzar las exiguas defensas serbias.

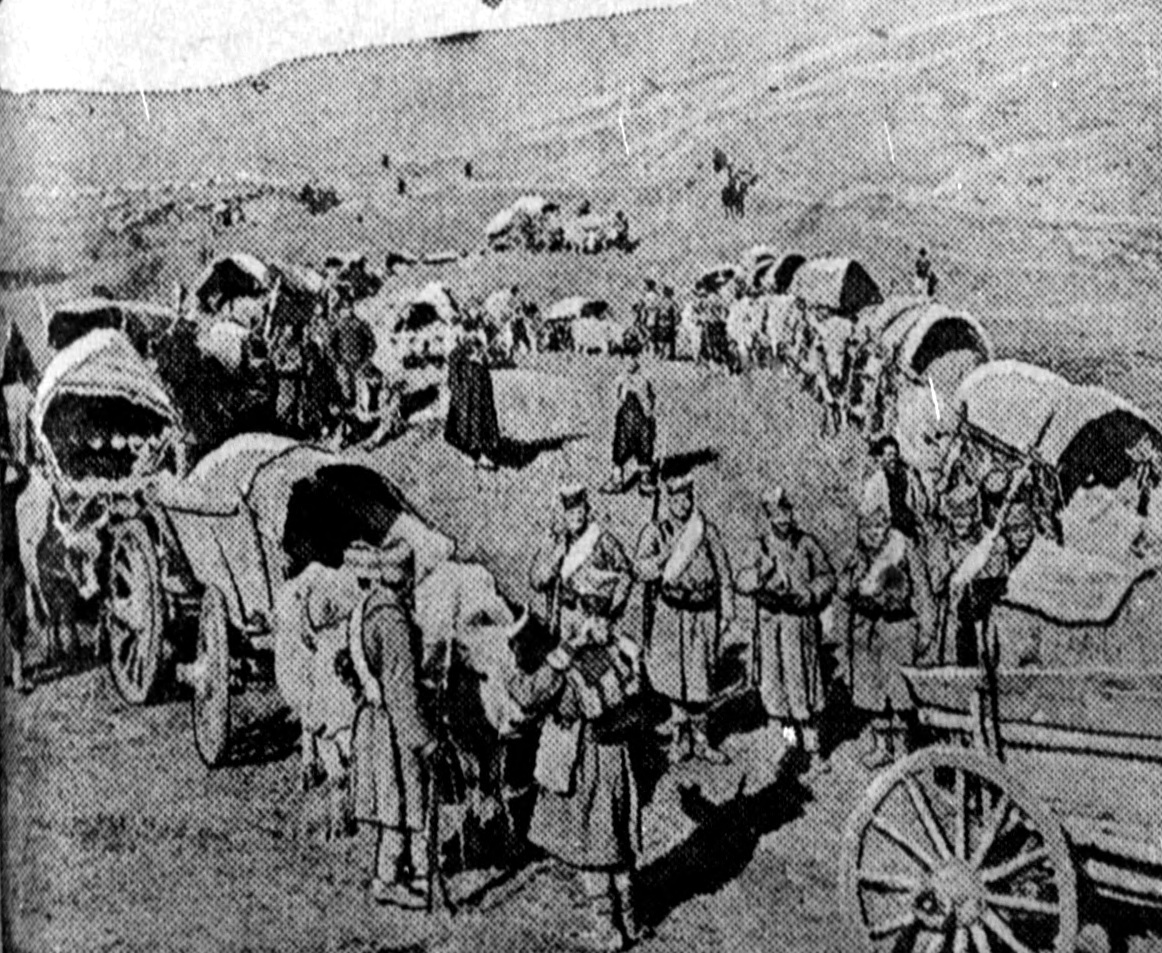
Columna búlgara en Serbia en noviembre de 1915.

El día 14, día en el que por fin Bulgaria declaró la guerra a Serbia —el retraso se había debido al deseo de retrasar todo lo posible la reacción de la Entente—, el 1.er Ejército búlgaro cruzó el Timok y, tras quedar detenido varios días en la línea Negotin-Zaječar-Pirot, se adueñó de estas localidades y continuó avanzando hacia Niš, con el objetivo de cortar el ferrocarril Salónica-Belgrado. Lo serbios resistieron encarnizadamente el tardío avance búlgaro, que debía haber comenzado según los planes de invasión el día 10. Prahovo cayó el 23 de octubre y Pirot, el 28. Las fuerzas serbias retardaban el avance búlgaro, más lento de lo esperado, pero no podían detenerlo. El 5 de noviembre, la 9.ª División búlgara conquistó Niš, evacuada por los serbios.
Por su parte, el 2.° Ejército búlgaro, más grande que el 1.º, avanzó por Macedonia, si bien también con cierta lentitud (Skopie cayó el día 23). Su misión era rodear la retaguardia de los ejércitos serbios e interrumpir también las comunicaciones ferroviarias con el norte. Los serbios, acometidos desde el norte y el este, se concentraron en repeler el asalto austro-alemán, lo que allanó el avance búlgaro. Así, el 2.° Ejército búlgaro, sin encontrar resistencia destacable, ocupó Veles y, a continuación, Skopie, al tiempo que combatía a la vez con los serbios, situados al noroeste de sus posiciones, y a los franco-británicos provenientes de Salónica que se hallaban al sur. El 17 de octubre ya había cortado el ferrocarril balcánico y alcanzado la línea Egri-Kriva Palanka -Štip.
El 5 de noviembre, el 1.er Ejército entró en Niš y dos días más tarde alcanzó el Morava meridional en Aleksinac y Leskovac.

### Avances austro-alemanes
Los austro-alemanes abrieron brecha en la línea del Ralja y el 22 de octubre tomaron el monte Kosmaj y asaltaron la nueva línea serbia en torno al de Rudnik, donde nuevamente hallaron una tenaz resistencia. Pese a ello, el día 30 conquistaron Gornji Milanovac y el 31, Kragujevac.
En el noreste, el Grupo de Orsova había cruzado el Danubio el día 23 y había tomado Kladovo y la zona de las Puertas de Hierro. En el oeste, el Grupo de Visegrado había cruzado la frontera para cortar la posible retirada serbia hacia Montenegro.
Los serbios retrocedieron nuevamente, esta vez a una línea defensiva que creían infranqueable: la formada por los ríos Morava occidental y meridional, con centros en Kraljevo y Kruševac. Esta última, importante nudo de comunicaciones, estaba fortificada. Los austro-alemanes, sin embargo, quebraron también estas defensas: el 5 de noviembre se apoderaron de Kraljevo y el 6, de Kruševac. La población, aterrorizada, huyó hacia Novi Pazar. Los invasores, sin embargo, no lograron embolsar al ejército serbio en esta maniobra, como habían deseado. Hicieron más de cinco mil cautivos y se apoderaron de gran parte de la artillería serbia, pero el ejército enemigo pudo escapar hacia el sur y el suroeste, en dos grupos que habían de converger en Kosovo.

## Retirada serbia

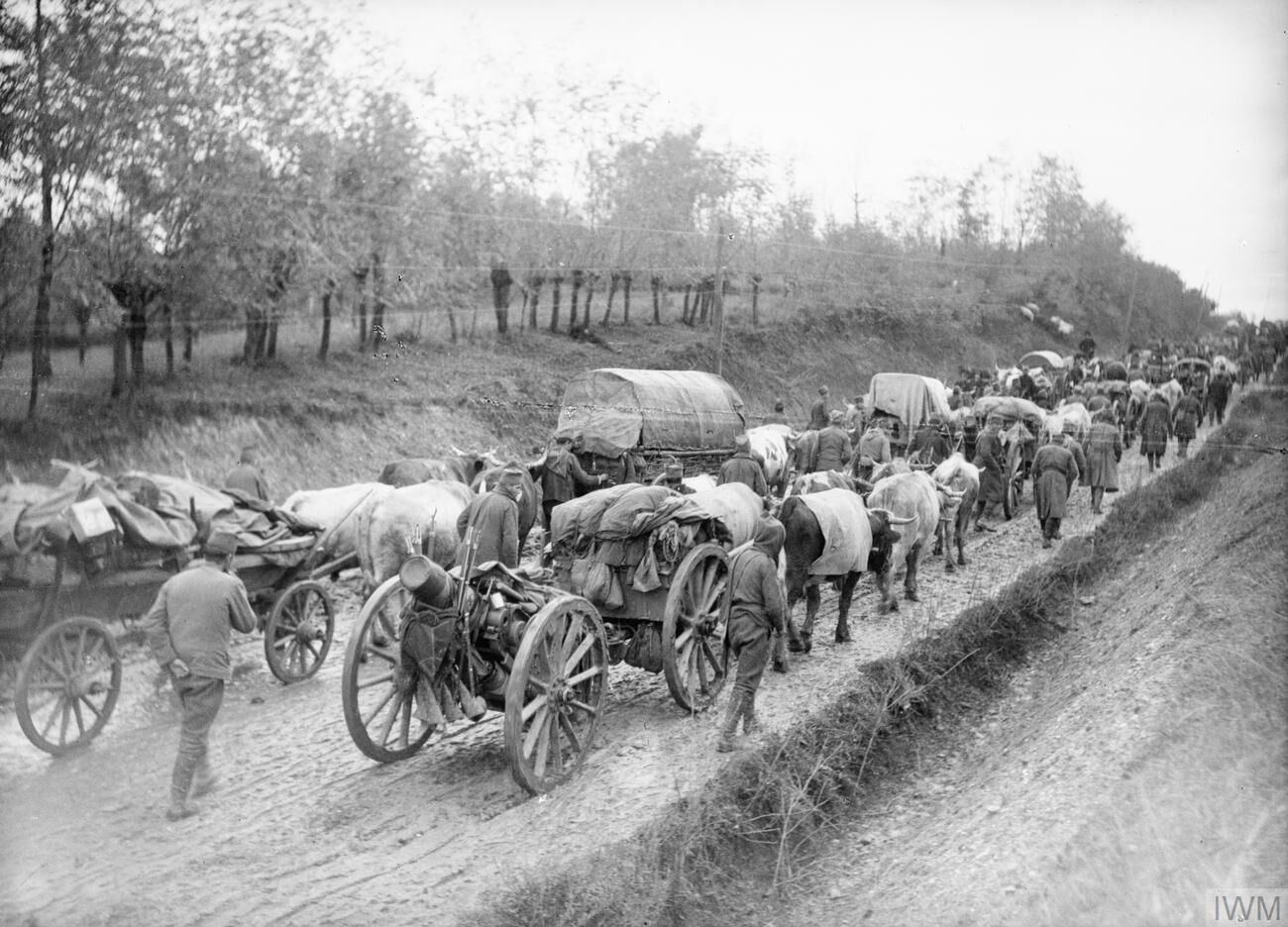
Una columna de serbios se retira hacia Albania, montados en carros.

A principios del mes de noviembre, el ejército serbio, atacado por todas partes, se vio obligado a retirarse para evitar ser cercado y destruido (lo que en definitiva era el plan de Mackensen). Para entonces, tras las últimas conquistas del enemigo, los serbios habían perdido la línea defensiva del Morava, el contacto con Macedonia, Grecia y el oeste y se encontraban casi cercados.
Las unidades serbias trataron de resistir en la cordillera de Kopaonik, pero una división alemana avanzó a lo largo del Ibar y se apoderó de Novi Pazar el 20 de noviembre, mientras que otra tomó Mitrovica tres días después.
Por su parte, el 3.er Ejército austrohúngaro tomó contacto con el 1.º búlgaro cerca de Kuršumlija. En su avance, los austrohúngaros sometieron Montenegro, cuya escasa resistencia despertó dudas en la Entente acerca de la sinceridad de la adhesión del país a la causa de los Aliados.
Radomir Putnik, el general en jefe del ejército serbio, dio la orden de retirada hacia el sur, hacia el Vardar, con la esperanza de abrirse camino por en medio de los búlgaros hacia Skopie. Por su parte, el socorro franco-británico, formado por dos divisiones, una de cada una de estas naciones, avanzaba desde el sur combatiendo al 2.º Ejército búlgaro. La división británica marchó hacia Strumica para cubrir el flanco de la marcha, mientras la francesa progresaba a lo largo del Vardar y el 19 de octubre alcanzaba Krivolak. Allí se esperaba entrar en contacto con los serbios, pero el ejército búlgaro, al alcanzar Veles y Kumanovo el 20 de octubre y Skopie en 22, lo impidió. Para tratar de rodear a los búlgaros y establecer contacto con los franco-británicos, los serbios se retiraron al oeste, para tratar de conseguirlo a través de Tetovo y Prilep. Los búlgaros frustraron también posibilidad al tomar el paso de Babuna y marchar hacia Monastir. Al tomar Kaçanik, privaron a los serbios de los abastos provenientes de Salónica. Así, la tentativa de retirada hacia Macedonia se saldó con un fracaso, al igual que la expedición franco-británica que intentó progresar desde el sur para acudir en socorro de los serbios. El avance búlgaro hacia Monastir hizo retirarse a los franceses hacia Grecia. La escasez de fuerzas —apenas veinte mil hombres— obligó al repliegue franco-británico. El 24 de noviembre, los búlgaros ocuparon Pristina. Las operaciones en el sector del Vardar concluyeron pocos días después, el 28. El socorro aliado a los serbios había fracasado.
Rodeados en las llanuras de Kosovo y sin posibilidad de replegarse hacia Macedonia y Grecia, Putnik se vio entonces obligado a dirigir la retirada hacia el oeste, es decir, hacia Albania, donde podría hallar el apoyo de las comunicaciones marítimas aliadas, ya que los Aliados controlaban el mar Mediterráneo. Tras intentar en vano sostenerse en Kosovo, el 25 de noviembre Putnik ordenó por fin la retirada hacia Albania. Esta, que obligó a abandonar el armamento pesado, había comenzado en realidad dos días antes.
No obstante, el camino hacia Albania se vio entorpecido por la necesidad de transitar por altas montañas, sobre las que ya habían comenzado a caer las primeras nieves del invierno. La retirada se presentaba así extremadamente difícil: los azarados y hambrientos soldados serbios debían atravesar puertos de montaña de dos mil quinientos metros de altura en medio de temperaturas extremas. La población albanesa, hostil, acosaba en conjunción con los austrohúngaros a las columnas serbias. El rey serbio Pedro I participó en la retirada, transportado en una litera. La maniobra se realizó en tres direcciones y duró dos semanas: un grupo partió de Kosovska Mitrovica hacia Escútari y San Juan de Medua; otro —en el que viajaba el regente serbio, el Gobierno y el Estado Mayor— siguió el curso del Drin; y un tercero, más al sur, lo encabezaba el rey Pedro I de Serbia.
En diciembre, las tropas serbias alcanzaron las orillas del mar Adriático ocupadas por sus aliados italianos, tras sufrir decenas de miles de bajas por el clima, el tifus y los ataques de los albaneses. Los italianos y franceses evacuaron al ejército serbio por barco, desde Durazzo y otros puertos albaneses hasta la isla de Corfú. Albania se vio inmediatamente ocupada por los austriacos, que temían un futuro desbordamiento de su flanco por la vía del Adriático. Esa actuación austriaca provocaría tensiones y fricciones entre los Estados Mayores austriaco y alemán, ya que los alemanes hubiesen preferido dirigir la ofensiva y el avance contra la ciudad griega de Salónica, punto clave en las líneas de suministro aliadas en los Balcanes.
En la campaña, los cuatrocientos veinte mil combatientes serbios de septiembre habían quedado muy mermados por los ciento setenta y cinco mil prisioneros y desaparecidos y noventa mil muertos y heridos que habían tenido. Junto a los restos del ejército que alcanzaron la costa se contaban también veinte mil civiles y veinticuatro mil prisioneros. Las terribles condiciones de la retirada despertaron la simpatía de los Aliados por los serbios —en especial, de Francia— y los periódicos de todo el mundo relataron la dureza de la maniobra y las consecuencias para  los que habían participado en ella. El repliegue serbio se había beneficiado de la saturación de las carreteras por las fuerzas enemigas, lo que había frenado su avance y estorbado los intentos de cercar a los serbios.

## Consecuencias

### Consecuencias militares
La campaña concluyó con la ocupación del país por los Imperios Centrales, aunque los Aliados todavía contaban con una cabeza de puente en los Balcanes, en torno a Salónica, bloqueada por un conjunto de divisiones de origen diverso. Los invasores infligieron a los serbios 94 000 bajas e hicieron 194 000 prisioneros, pero no consiguieron aniquilar por completo al ejército enemigo.
La Armada francesa participó en las importantes operaciones de rescate del ejército serbio en Albania, realizadas fundamentalmente por la italiana. El salvamento de las tropas serbias permitió contar con un número considerable de veteranos para formar un nuevo ejército, si bien los preparativos fueron largos. Entre ciento diez y ciento cuarenta mil soldados sobrevivieron a la retirada. El 16 de febrero de 1916, Joffre ordenó que se comenzase el adiestramiento, según el modelo francés, de los supervivientes serbios y que las divisiones remozadas se fuesen trasladando al frente macedonio.
A finales de 1915, el único país del bando aliado que aún combatía en los Balcanes era Montenegro. Los cuarenta mil soldados montenegrinos quedaron pronto rodeados por las divisiones austrohúngaras, enviadas a la zona pese a la oposición del generalísimo alemán, el general Erich von Falkenhayn. El 5 de enero de 1916, el 3.er Ejército austrohúngaro atacó a los montenegrinos, que lograron detenerlo algunos días; el 10 del mes, sin embargo, los austrohúngaros se apoderaron del monte Lovćen, la principal defensa que bloqueaba el camino a la capital, Cetiña, tras encarnizados combates.
El jefe militar alemán, Von Falkenhayn rechazó rematar la campaña con la expulsión de las tropas enemigas de Salónica, pese a la opinión de su homólogo austrohúngaro, Conrad. El general alemán deseaba trasladar cuanto antes las divisiones alemanes al frente occidental, en el que se preparaba la batalla de Verdún; si bien no se opuso abiertamente a los deseos austrohúngaros, retiró de Serbia a sus tropas. La retirada alemana hizo que los mandos aliados sopesasen pasajeramente una incursión desde Salónica, que finalmente desecharon para limitarse a reforzar su posición en el norte de Grecia.

### Consecuencias políticas
La conquista de Serbia aumentó la cohesión territorial de los Imperios Centrales y abrió una conexión terrestre entre Centroeuropa, Bulgaria y el Imperio otomano.
La decisión sobre el destino del territorio, sin embargo, se postergó: el 1 de enero de 1916 la administración quedó compartida por austrohúngaros y búlgaros; Bulgaria gestionaba autónomamente Kososo y Macedonia. Alemanes y austrohúngaros no compartían objetivos sobre los Balcanes: los primeros deseaban simplemente contar con buenas comunicaciones terrestres con Bulgaria y los otomanos; los segundos, implantar su hegemonía en la región de forma definitiva y desconfiaban de los búlgaros. El recelo austrohúngaro se extendía también a los alemanes, que despreciaban el desempeño marcial austrohúngaro y que daban órdenes directas a Von Mackensen sin contar con el alto mando de su aliado.
Los archivos serbios cayeron en manos de los austrohúngaros, pues no pudieron retirarse durante la rápida evacuación. Los servicios de espionaje pudieron constatar así la presencia de numerosos agitadores en el imperio y la identidad de los espías a sueldo de Belgrado.
El que Serbia se negase a capitular hizo que se la considerase como país beligerante incluso tras la derrota. El 29 de octubre el regente, con el beneplácito gubernamental, había rehusado la propuesta de claudicación que había presentado el enemigo. Esto no evitó el debilitamiento político tanto del Gobierno como de su presidente. Nikola Pasić, partidarios de continuar la lucha, una vez que se consumó la derrota. Para contrarrestar la influencia de los partidarios de firmar la paz, el Gobierno reiteró los objetivos bélicos del país, en especial la constitución de una «Gran Serbia». La negativa serbia a capitular, el rescate de parte de sus fuerzas y el nuevo adiestramiento de estas por oficiales franceses forjaron estrechos lazos entre Serbia y Francia. La recuperación del Ejército serbio, sin embargo, se preveía lenta, dado el agotamiento de las tropas.
Por su parte, Montenegro, aislado por la retirada serbia e invadido, se avino a firmar la paz con los Imperios Centrales. El Gobierno no contó para ello con la aquiescencia de los mandos militares, que protestaron, ni con la del rey Nicolás, que huyó a Escútari.

### Consecuencias estratégicas
La conquista de Serbia permitió a los Imperios Centrales enviar grandes cantidades de abastos al Imperio otomano, que hasta entonces había tenido que recibirlos por aire y mediante el contrabando desde las neutrales Rumania y Bulgaria.
Por añadidura, la ocupación les permitió a los ingenieros alemanes reparar el tramo serbio del Expreso de Oriente, lo que facilitó el envío de refuerzos hacia el sur, primeramente para colaborar en el desbaratamiento del desembarco aliado en Galípoli; las fuerzas aliadas tuvieron que evacuar la zona entre diciembre de 1915 y enero de 1916. Cuando acabaron las tareas de desminado del Danubio, este también se comenzó a emplear para enviar suministros a los aliados de Alemania.
Para los Aliados, la derrota serbia determinó que se revisase la estrategia militar de la alianza con el fin de coordinar mejor sus acciones contra el enemigo; en la Conferencia de Chantilly se decidió sincronizar las ofensivas aliadas previstas para 1916.

## Los inicios de una guerra de posiciones
El hundimiento de Serbia estancó la guerra en los Balcanes hasta 1918. De 1915 en adelante, ambos bandos entraron en una guerra de posiciones. Los restos del ejército serbio, ciento veinticinco mil soldados ya para julio de 1916, fueron utilizados para completar el llamado «Ejército de Oriente», que guarnecía el sector del frente que abarcaba desde Albania hasta Tracia. Puesto que todos los países enviaron refuerzos a este frente, el ejército aliado en la zona de Salónica fue un claro ejemplo de la internacionalización de las tropas aliadas.

## En la literatura
La terrible retirada de Albania y el calvario sufrido por los soldados serbios han sido glorificados por el poeta serbio Milutin Bojić.